# 1906年ウィンブルドン選手権
1906年 ウィンブルドン選手権（1906ねんウィンブルドンせんしゅけん、The Championships, Wimbledon 1906）に関する記事。イギリス・ロンドン郊外にある「オールイングランド・ローンテニス・アンド・クローケー・クラブ」にて開催。

## 大会の流れ
- 男子シングルスは1878年、女子シングルスは1886年から「チャレンジ・ラウンド」（Challenge Round, 挑戦者決定戦）と「オールカマーズ・ファイナル」（All-Comers Final）方式で優勝を決定していた。大会前年度優勝者を除く選手は「チャレンジ・ラウンド」に出場し、前年度優勝者への挑戦権を争う。前年度優勝者は、無条件で「オールカマーズ・ファイナル」に出場できる。チャレンジ・ラウンドの勝者と前年度優勝者による「オールカマーズ・ファイナル」で、当年度の選手権優勝者を決定した。
- 初期のウィンブルドン選手権のように、外国人出場者が少なかった時期は、地元イギリス人選手の国旗表示を省略する。
- 女子ダブルスと混合ダブルスは、最初は「選手権公認外競技」（Non-Championship Event）として扱われた。これは公式競技ではないため、ウィンブルドン選手権の優勝記録表には含まれていないが、日本語版の本記事では女子ダブルスと混合ダブルスの「選手権公認外競技」の結果も記載する。

## 大会前年度優勝者
- 男子シングルス：ローレンス・ドハティー
- 女子シングルス： メイ・サットン
- 男子ダブルス：レジナルド・ドハティー＆ローレンス・ドハティー

## 男子シングルス

### チャレンジラウンド
準々決勝
- アンソニー・ワイルディング vs. ジョシア・リッチー　6-4, 6-1, 4-6, 3-6, 6-2
- アーサー・ゴア vs. アルフレッド・クローリー　6-0, 6-1, 8-6
- フランク・ライスリー vs.  レイモンド・リトル　6-3, 6-1, 6-4
- シドニー・スミス vs. クレメント・カザレット　6-2, 4-6, 7-5 （途中棄権）

準決勝
- アーサー・ゴア vs.  アンソニー・ワイルディング　9-7, 6-1, 8-6
- フランク・ライスリー vs. シドニー・スミス　8-6, 2-6, 6-2, 6-4

決勝
- フランク・ライスリー vs. アーサー・ゴア　6-3, 6-3, 6-4

### オールカマーズ決勝
- ローレンス・ドハティー vs. フランク・ライスリー　6-4, 4-6, 6-2, 6-3　（L・ドハティーが本大会の優勝者になる）

## 女子シングルス

### チャレンジラウンド
準々決勝
- ドロテア・ダグラス vs. ウィニフレッド・ロングハースト　6-4, 6-3
- ベリル・タロック vs. ブランチ・ビングリー・ヒルヤード　6-3, 6-1
- シャーロット・クーパー・ステリー vs. バイオレット・ピンクニー　6-4, 6-2
- トーピー・ローサー vs. グラディス・イーストレーク・スミス　6-3, 6-3

準決勝
- ドロテア・ダグラス vs. ベリル・タロック　6-2, 6-2
- シャーロット・クーパー・ステリー vs. トーピー・ローサー　4-6, 8-6, 6-4

決勝
- ドロテア・ダグラス vs. シャーロット・クーパー・ステリー　6-2, 6-2

### オールカマーズ決勝
- ドロテア・ダグラス vs.  メイ・サットン　6-3, 9-7　（ダグラスが本大会の優勝者になる）

## 決勝戦の結果
男子シングルス
- ローレンス・ドハティー vs. フランク・ライスリー　6-4, 4-6, 6-2, 6-3　［オールカマーズ決勝］

女子シングルス
- ドロテア・ダグラス vs.  メイ・サットン　6-3, 9-7　［オールカマーズ決勝］

男子ダブルス
- シドニー・スミス＆フランク・ライスリー vs. レジナルド・ドハティー＆ローレンス・ドハティー　6-8, 6-4, 5-7, 6-3, 6-3　［オールカマーズ決勝］

女子ダブルス
- ブランチ・ビングリー・ヒルヤード＆ メイ・サットン vs. シャーロット・クーパー・ステリー＆アグネス・モートン　10-8, 6-4　［選手権公認外競技］

混合ダブルス
- アンソニー・ワイルディング＆ドロテア・ダグラス vs. アーサー・ゴア＆エセル・トムソン　4-6, 6-2, 6-3　［選手権公認外競技］